# Frauengräber von Ilse

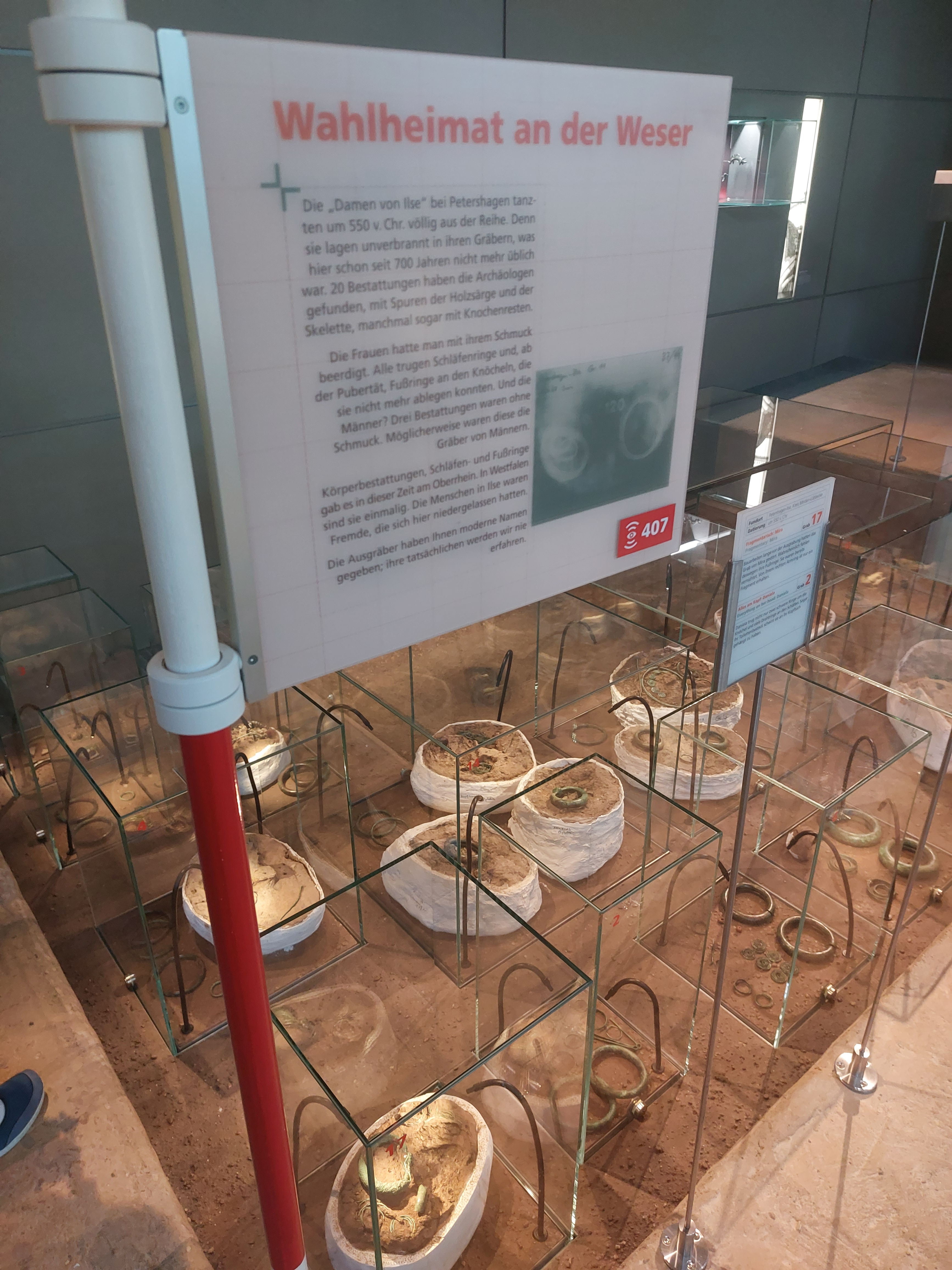
Die Frauengräber im LWL-Museum für Archäologie

Lage von Ilse

Die eisenzeitlichen Frauengräber von Ilse, auch bekannt als „Damen von Ilse“ sind nach ihrem Fundort in Ilse als einem Ortsteil von Petershagen in Ostwestfalen benannt.

## Beschreibung
Das 1998 entdeckte Gräberfeld von Ilse befindet sich im Gebiet der um 550 v. Chr. verbreiteten Nienburger Kultur in der Mittelweserregion. Kennzeichnend für diese Kultur ist die Brandbestattung mit der Deponierung des Leichenbrands in Urnen. Dem wurde allenfalls ein kleines Gefäß beigegeben, Schmuck oder Gerät sind dagegen selten.
Auf dem Gräberfeld wurde mit Körperbestattungen eine andere Bestattungsform vorgefunden. Hier wurden die Toten unverbrannt in der Erde in einer Tiefe von 1,0–1,5 m beigesetzt. Die überwiegend West-Ost orientierten Leichenschatten oder Knochenreste liegen auf der Sohle, wo in einigen Fällen Spuren eines Totenbettes bzw. eines Sarges nachzuweisen sind. Hauptsächlich am Kopf- und Fußende zeigen sich grünlich verfärbte Bronzeteile der Tracht.
Von den zunächst 15, später 24 freigelegten Gräbern waren zwei ohne Fundstücke. Diese könnten Männergräber sein. Bei den übrigen sind es der Tracht und Körpergröße nach 12 erwachsenen Frauen und ein junges Mädchen. Sie erhielten von den Ausgräbern daher die Frauennamen: Alina, Christa, Claudia, Daniela, Diana, Frieda, Hanna, Laura, Martina, Ophelia, Regina, Sarah und Wilhelmina.
Mit Ausnahme von Wilhelmina, die bei Bauarbeiten entdeckt wurde und deren Ausstattung eventuell unvollständig ist, trugen alle mindestens ein Paar Schleifenringe an den Schläfen. Die Spiralen aus doppeltem Bronzedraht waren zusammen mit einfachen, ringförmigen (Claudia) oder zweifachen, S-förmigen Drahtspiralen sowie Glas- (Claudia) oder Bernsteinperlen (Martina) bzw. einem Toilettenbesteck (Daniela) an der nicht erhaltenen Kopfbedeckung befestigt. Die Kopfbedeckung hatte man mit einer (Christa) oder zwei (Diana und Laura) kurzen Nadeln mit dem Haar verbunden. Zusätzlich fanden sich Nadeln, mit denen Daniela, Diana, Laura und Martina ihr Gewand oder Schultertuch auf der Brust verschlossen. Bei Diana und Martina lag in Gürtelhöhe ein kleiner, einfacher Bronzering. Das junge Mädchen (Laura) hatte einen ähnlichen Ring am linken Handgelenk. Armringe trugen Diana, Ophelia, Sarah und Wilhelmina an den Unterarmen. Halsringe fanden sich bei Diana und Sarah. Mit Ausnahme von Laura und Frieda hatten die Frauen Bronzeringe mit einem Innendurchmesser von rund 9 cm an beiden Knöcheln. Die Fußringe waren (außer bei Ophelia) schlicht, unverziert und ursprünglich vermutlich mit Stoff überzogen. Während die meisten massiv und verhältnismäßig dünn (1 bis 1,5 cm Stärke) sind, wurden die Fußringe von Claudia, Regina und Sarah hohl gegossen, um eine Stärke von 2 bis 3,5 cm zu erreichen. Martina trug als einzige am linken Unterschenkel zwei Fußringe. Claudia, Frieda und Hanna wurden in Nähe der Köpfe ein bzw. zwei Gefäße beigegeben.

## Bewertung

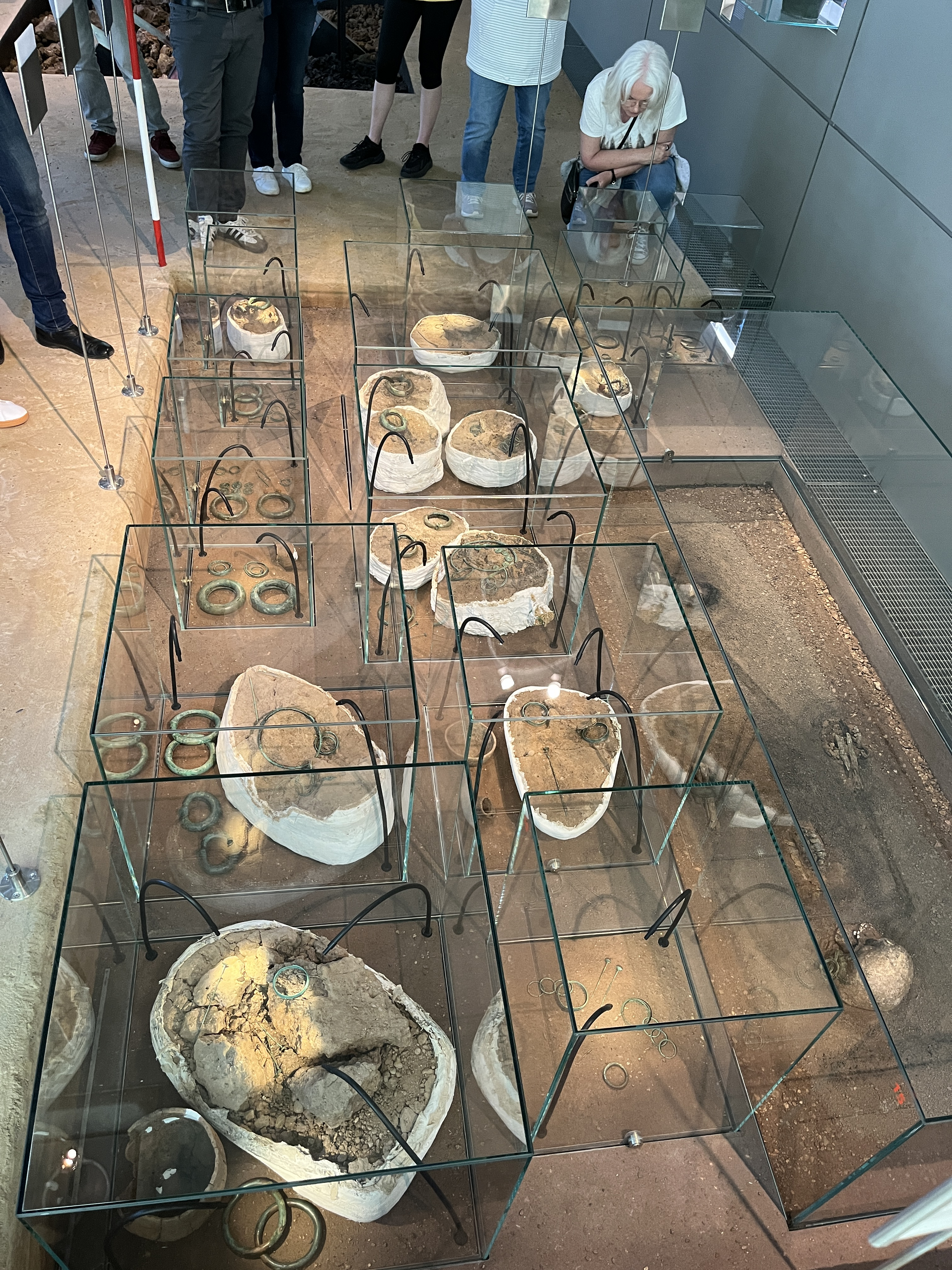
Die Frauengräber von Ilse im LWL-Museum für Archäologie

Die eisenzeitlichen Körpergräber von Ilse sind in der norddeutschen Brandgräberzone einzigartig. Ihre Trachtteile kommen gelegentlich verbrannt und fragmentiert in Brandgräbern oder unverbrannt in Hortfunden Mittel- und Nordostdeutschlands vor. Typisch, vor allem in Verbindung mit Körpergräbern, sind sie jedoch für das Oberrheingebiet. Entsprechende Funde sind aus dem Elsass, Nordbaden und der Schweiz bekannt. Man datiert sie in die Späthallstattzeit, am ehesten an die Wende von Hallstatt Dl zu Hallstatt D2, also in die Mitte des 6. Jahrhunderts v. Chr.
Die Frauen von Ilse gehören nicht zu jenen „fremden Frauen“, die hin und wieder daran zu erkennen sind, dass ihre Ausstattung fremde Teile enthält. Hier ist nicht eine einzelne Frau fremd, sondern die gesamte Gruppe. Die Frauen tragen nicht nur ihre oberrheinische Tracht, sie wurden auch nach oberrheinischer Art bestattet. Es handelte sich offenbar um eine Einwanderung in eine Art Ghetto mit einer bewussten kulturellen Absonderung, wie dies für Missionen typisch ist. Derartige Fälle sind bereits aus dem Neolithikum bekannt, wo in der Schweizer Siedlung Arbon-Bleiche 3 (3384–3370 v. Chr.) bei Arbon in der Pfyner Kultur Einflüsse der Boleráz-Phase der Badener Kultur festgestellt wurden.
Mit Hilfe der Strontium-Isotopenanalyse wurden die Zähne von fünf Frauen untersucht. Die Analysen ergaben, dass zwei in der Fundregion aufgewachsen sind. Andrea, Sarah und Ophelia waren dagegen in der Gegend fremd. Dies könnte bedeuten, dass es sich um mehrere Generationen handelt. Andrea, Sarah und Ophelia kamen demnach als Erwachsene an die Weser, während Alina und Claudia bereits hier geboren wurden.
Offen bleiben die Fragen nach dem Verbleib von Männergräbern und der Lage der Siedlung, die sich eventuell von den Wohnplätzen der Nienburger Kultur abgrenzte. Dass sich die Frauen der bodenständigen Kultur geöffnet haben, zeigen die Gefäße in drei Gräbern und die Nadeln mit Schälchenkopf, die im oberrheinischen Bereich weitgehend fehlen.